# Гидантоин
Гидантоин (гликолилмочевина) — гетероциклическое соединение, которое можно рассматривать как циклический продукт двойной конденсации гликолевой кислоты и мочевины.

## Синтез
Гидантоин был впервые выделен в 1861 году Адольфом Байером в ходе исследований мочевой кислоты. Он получил его гидрированием аллантоина, что и дало название соединению. Urech в 1873 году получил производное — 5-метилгидантоин из сульфата аланина и цианата калия:
5,5-диметилгидантоин также может быть получен из циангидрина ацетона и карбоната аммония. Реакция этого типа называется реакцией Бухерера-Бергса.
В соответствии с энциклопедией Британника (1911 г.), гидантоин может быть получен нагреванием аллантоина с иодоводородом или нагреванием бромацетилмочевины со спиртовым раствором аммиака.

## Применение

### В химии
Гидантоин гидролизуется горячей разбавленной соляной кислотой с образованием глицина.

### В медицине

#### Производные
Дантролен используется при лечении злокачественной гипертермии, злокачественного нейролептического синдрома, мышечной спастичности и интоксикации MDMA.
Некоторые N-галогенированые производные гидантоина используются как хлорирующие или бромирующие агенты в дезинфицирующих средствах. Тремя основными N-галогенироваными производными являются дихлордиметилгидантоин (DCDMH), бромхлордиметилгидантон (BCDMH) и дибромдиметилгидантоин (DBDMH).

### В фармацевтической промышленности
Гидантоин используется в синтезе следующих антиконвульсантов:
- этотоин
- фенитоин
- мефенитоин
- фосфенитоин

## Повреждение ДНК
Значительная доля цитозиновых и тиминовых оснований в ДНК после смерти организма окисляется до гидантоина. Такое превращение блокирует ДНК-полимеразу и таким образом препятствует проведению полимеразной цепной реакции. Эти повреждения являются проблемой при работе со старыми образцами ДНК.